# Stubbmyra
Stubbmyra (Formica truncorum) är en myrart som beskrevs av Fabricius 1804. Stubbmyra ingår i släktet Formica och familjen myror. Arten är reproducerande i Sverige.

## Underarter
Arten delas in i följande underarter:
- F. t. finzii
- F. t. frontalis
- F. t. truncorum

## Bildgalleri

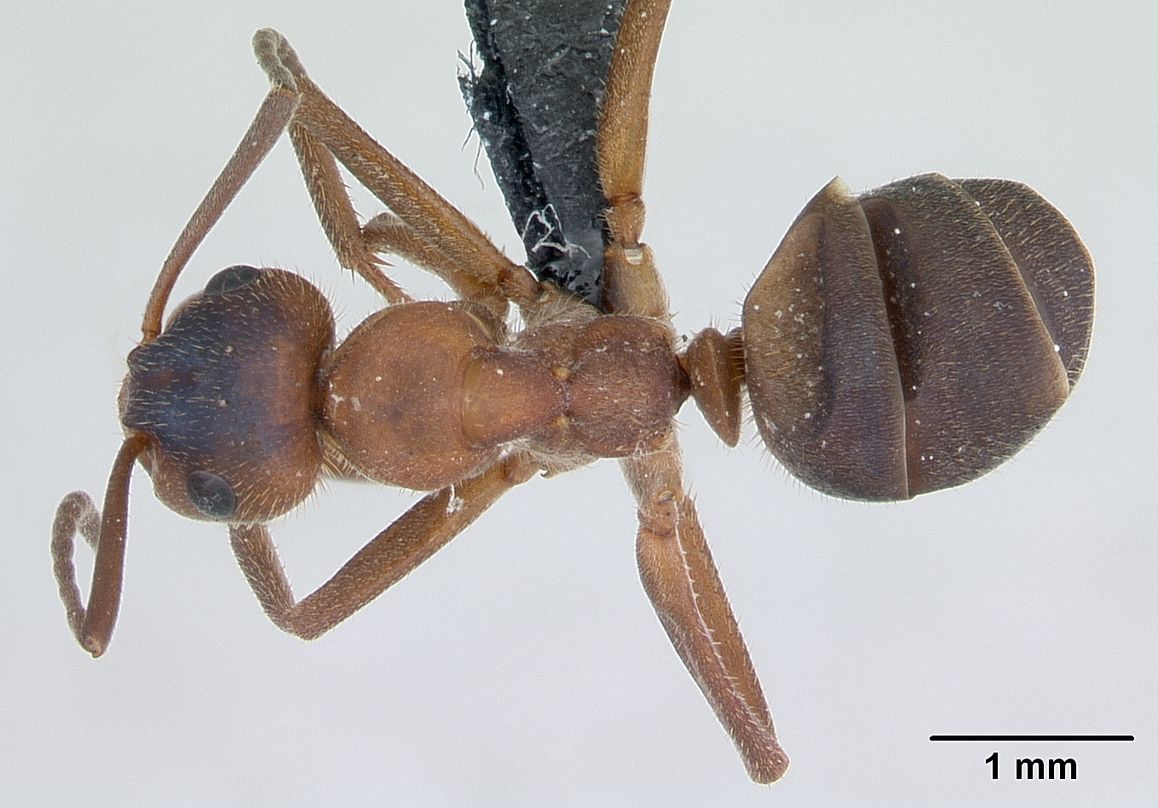
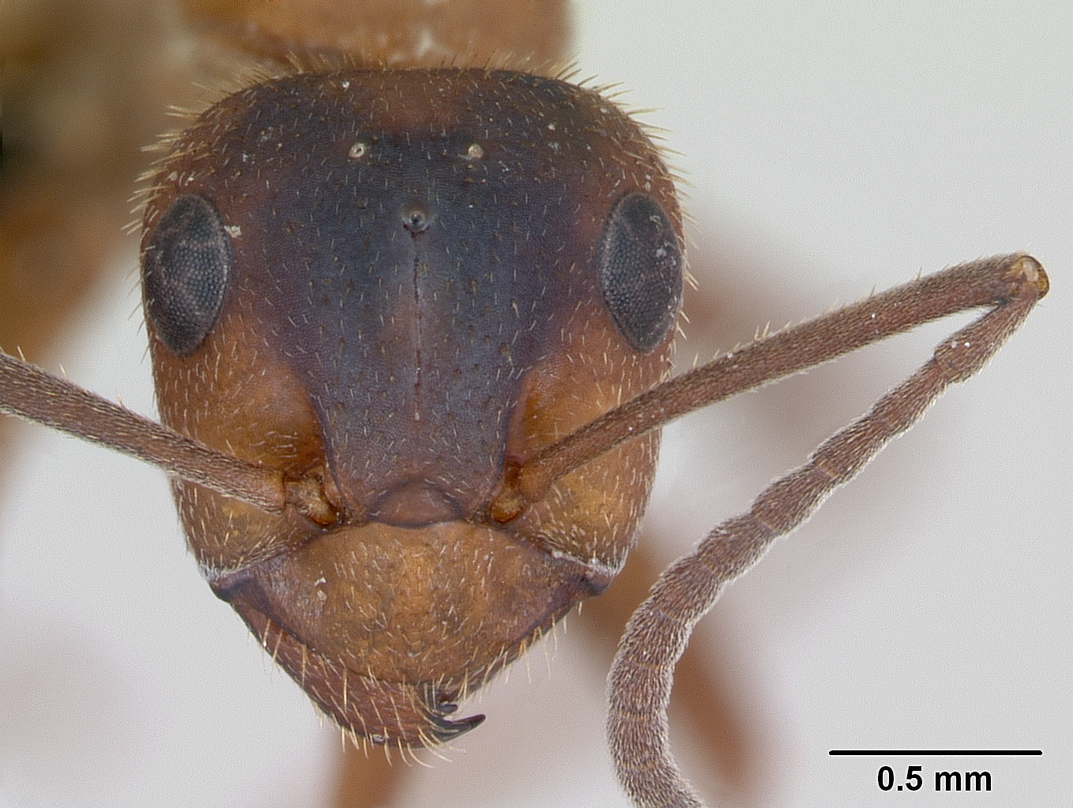
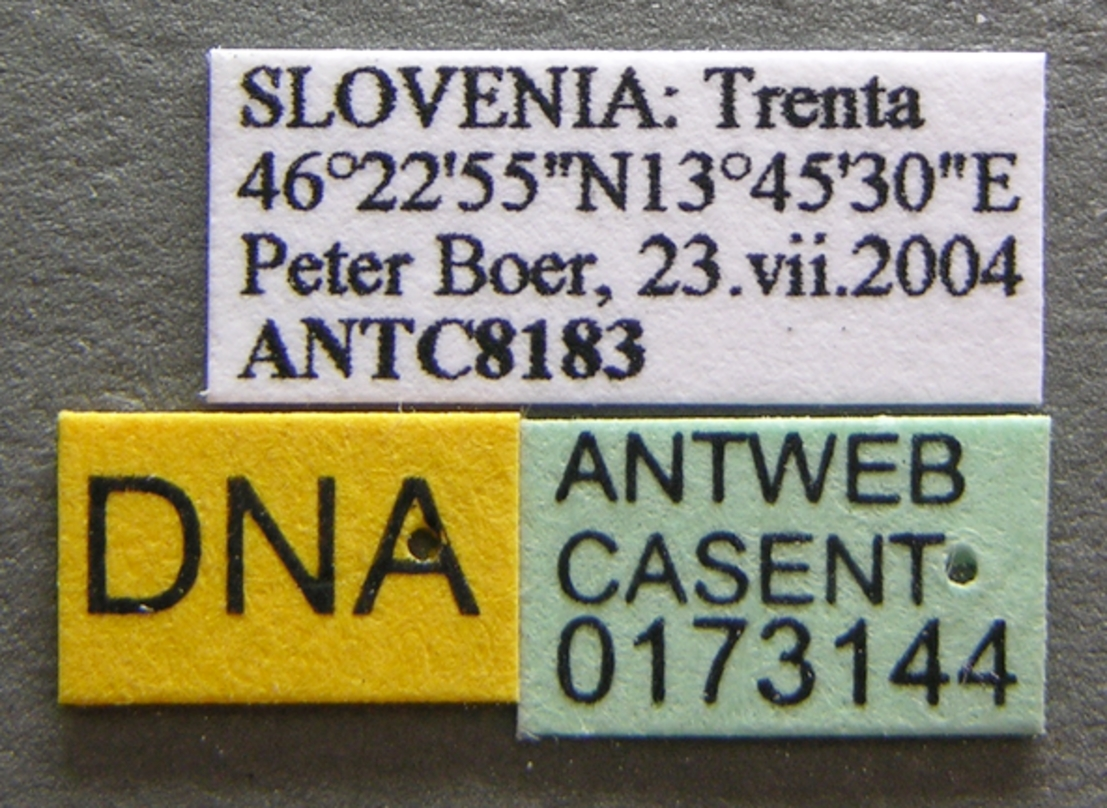
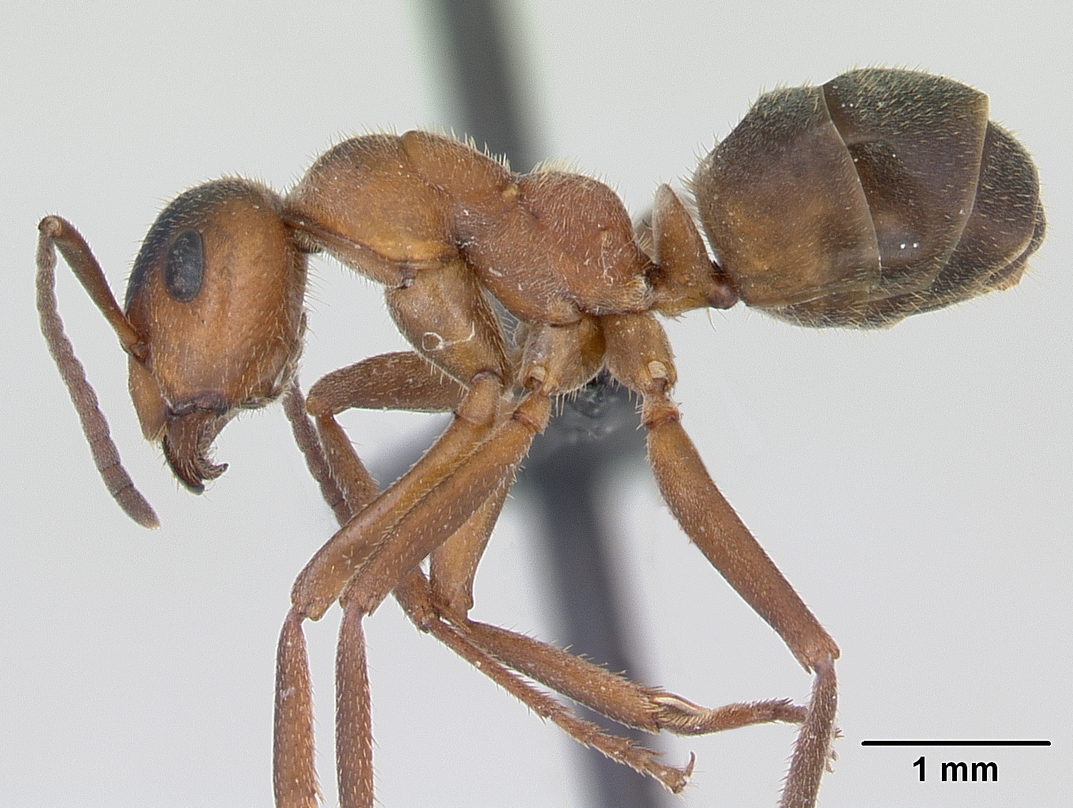
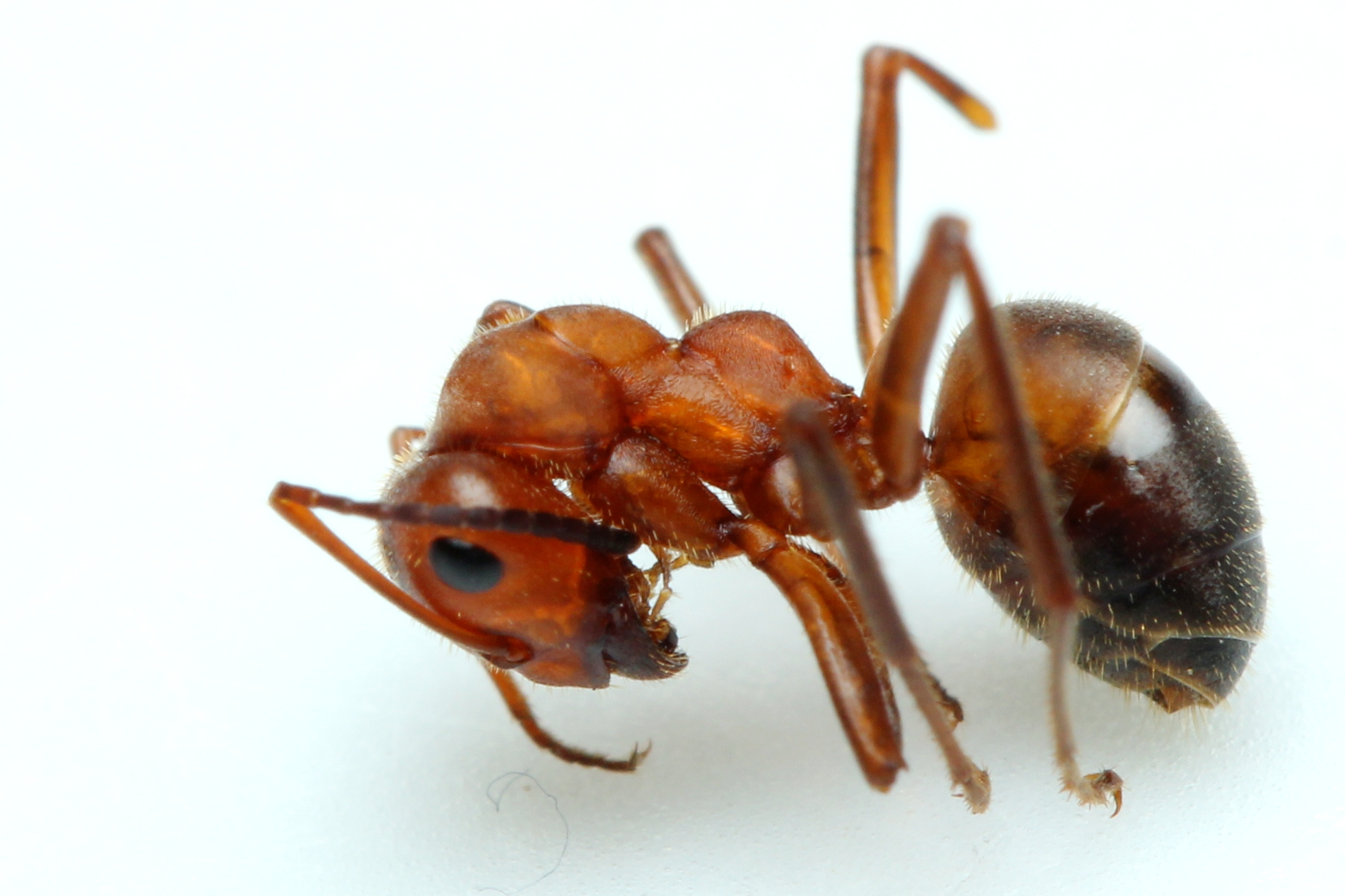